# 公訴提控
公訴提控（英語：arraignment）是指在被告人在場的情況下正式宣讀刑事控告文件，以將刑事控罪告知被告人。在一些司法管轄區，被告人在接受公訴提控時應答辯；在其他一些司法管轄區則無需答辯。不同司法管轄區的答辯有所不同，包括認罪、不認罪及無須答辯等。

## 各司法管轄區的公訴提控

### 澳洲
在澳洲，公訴提控為刑事審訊之11個階段中的首個，由法庭書記宣讀公訴書。法官會在公訴程序中作證。

### 紐西蘭
根據紐西蘭法律，被告人首次出庭時，會被告知控罪並被問及是否認罪。被告人可選擇認罪、不認罪或暫不答辯。暫不答辯的被告人可就答辯徵詢法律意見並在下次出庭時答辯。

### 加拿大卑詩省
在加拿大卑詩省，公訴提控在被告人或其律師最初幾次出庭時舉行。被告人會被問及是否承認各項控罪。

## 答辯
如果被告人認罪，法庭通常會舉行初步聆訊。法庭無需接受認罪。在聆訊中，法官評定罪行、減輕刑罰的因素及被告人的品格，並作出判決。
如果被告人不認罪，則會編排初步聆訊或審訊的日期。
拒絕答辯的被告人在過去會受到重判，如今則會被視作行使緘默權及不認罪。